# 산송
산송(山訟)은 조선 시대 산소(山所)와 관련된 사송(詞訟)이다. 조선 시대 중기와 후기에 풍수 사상의 영향으로 명당에 묏자리를 만들려는 음택 풍수가 유행하면서 나타나기 시작했다. 다른 가문의 선산에 몰래 부모의 묘자리를 만들거나, 남의 묘자리 주위의 나무를 함부로 베어내는 것 때문에 다툼이 발생하는 형태였다. 노비와 관련된 노비송(奴婢訟), 토지와 관련된 전답송(田畓訟)과 함께 조선 시대 3대 사송을 이루었다.

## 산송이 빈번하게 일어난 원인
산송은 조선 중기 이후 차츰 나타나기 시작하여 18세기부터 19세기 사이에는 매우 빈번하게 일어났다. 영조는 근래 상언의 (上言)의 열에 여덟, 아홉은 산송이라고 우려하며 늑장(勒葬)·유장(誘葬)·투장(偸葬)등을 엄중하게 금할 것을 지시하기도 했다. 산송이 이렇게 큰 사회 문제가 된 이유는 다음과 같다.
- 유교 사상이 널리 퍼지면서 부모님께 마지막 효도를 하기 위해 묏자리를 중시하기 시작했다.
- 음택 풍수가 유교 사상과 결합하여 묏자리에 대한 관심이 더욱 커졌다.
- 신분제의 동요로 인해 중인, 상인 층이 몰락한 양반 가문의 선산을 뺏는 경우가 많아졌다.

## 산송과 관련된 유명한 사건
- 파평 윤씨와 청송 심씨 사이에서 윤관 장군 묘역을 두고 400년 가까이 이어진 산송은 조선 시대의 대표적인 산송이다. 1764년 6월 영조는 양 문중이 묘역을 침범하지 않도록 중재했으나[2] 이듬해 또 다시 문중간에 폭력사태가 일어났다. 이에 격노한 영조가 두 문중의 대표자 심정최(沈廷最)와 윤희복(尹熙復)을 직접 국문(鞠問)하여 귀양보냈다.[3] 2006년 음력 4월 10일, 파평 윤씨 대종회와 청송 심씨 대종회는 파평 윤씨 측이 이장에 필요한 부지를 제공하고 청송 심씨 측이 윤관 장군 묘역에 조성된 청송 심씨 조상 묘 19기를 이장하기로 합의하면서 조선시대부터 392년 동안 이어진 묘지 다툼을 끝내기로 하였다.[4]
- 조선 후기의 문신 어윤중은 아관파천 당시, 경기도 용인에서 산송과 관련하여[5]  원한을 품은 양반에게 살해당했다.

## 참고 문헌
1. ↑  조선왕조실록 영조 3년 3월 20일
2. ↑  조선왕조실록 영조 40년 6월 14일
3. ↑  조선왕조실록 영조 41년 윤2월 23일
4. ↑  파평 윤씨-청송 심씨 400년 묘지 다툼 종결 한겨레 2007년 12월 23일
5. ↑  노중평 (2015년 9월 14일). “모함에 빠지다”. 브레인미디어. 2022년 4월 8일에 확인함.